# 33750 Davehiggins
33750 Davehiggins este un asteroid din centura principală de asteroizi.

## Descriere
33750 Davehiggins este un asteroid din centura principală de asteroizi. A fost descoperit pe 6 septembrie 1999 la Fountain Hills (Arizona) de Charles W. Juels. Asteroidul prezintă o orbită caracterizată de o semiaxă mare de 2,79 ua, o excentricitate de 0,32 și o înclinație de 32,7° în raport cu ecliptica.